# You Will Be My Ain True Love
"You Will Be My Ain True Love" é uma canção de 2003 composta e interpretada por Alison Krauss e Sting para o filme Cold Mountain. Exemplo notável do uso moderno do pedal, foi indicada ao Oscar, Grammy e Globo de Ouro de melhor canção original.
Krauss incluiu "You Will Be My Ain True Love" em seu álbum de compilação A Hundred Miles or More: A Collection (2007), e Sting a regravou para seu álbum de estúdio Symphonicities (2010).